# Луцій Квінкцій Цинциннат
Лу́цій Кві́нкцій Цинцинна́т (лат. Lucius Quinctius Cincinnatus, 519 до н. е. — 430 до н. е.) — визначний політичний, державний і військовий діяч Римської республіки, дворазовий консул-суфект 460 і 457 років до н. е., двічі диктатор 458 і 439 років до н. е.

## Життєпис

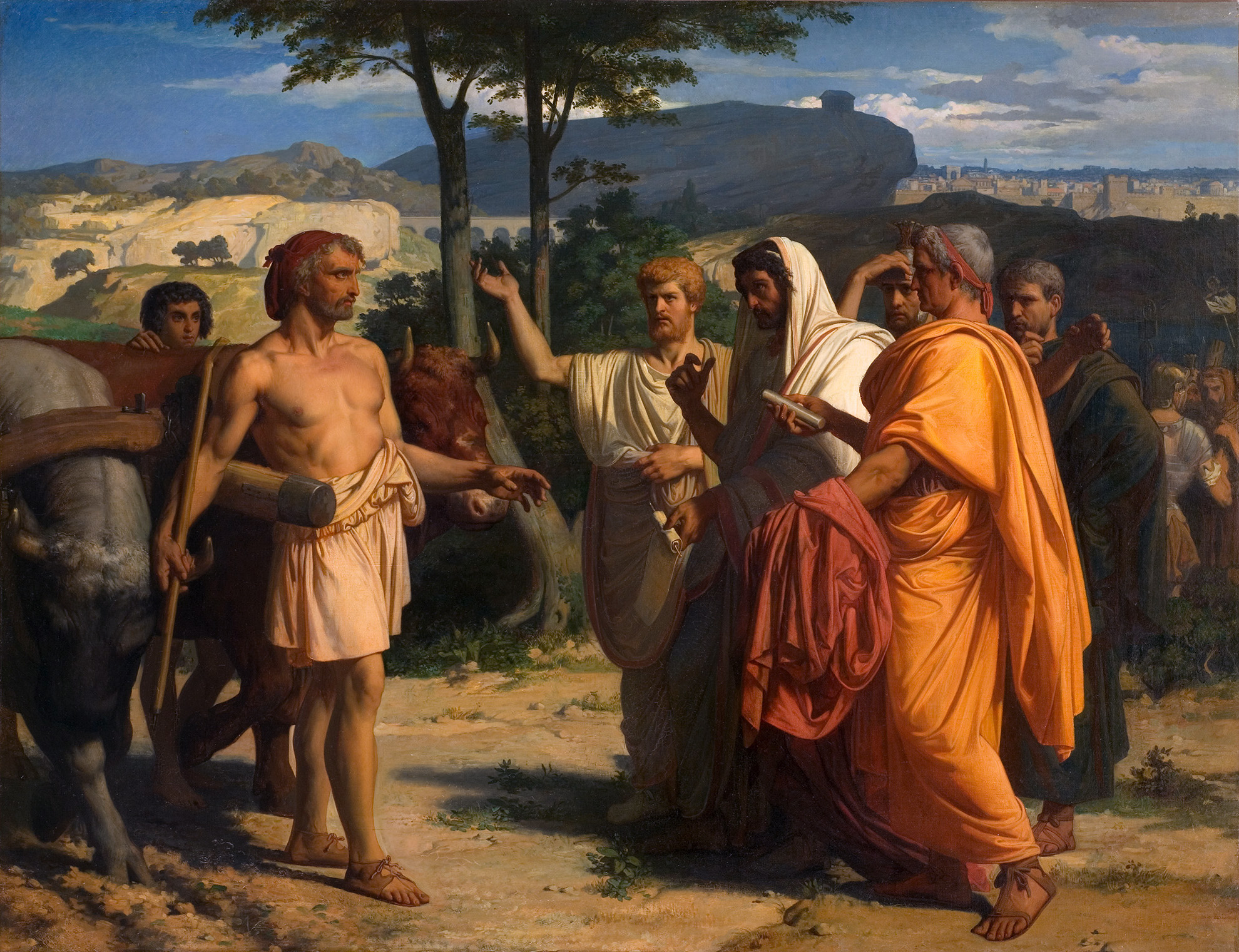
Луцій Квінкцій Цинциннат зустрічає посланців сенату біля свого маєтку (картина Александра Кабанеля, 1843 рік).

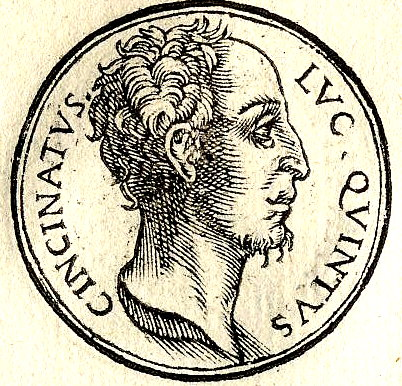
Луцій Квінкцій Цинциннат за життя

Походив з патриціанського роду Квінкціїв. Син Луція Квінкція Цинцинната. Про його молоді роки збереглося мало відомостей. Був супротивником плебеїв, відстоюючи збереження привілеїв патриціїв. У 461 році до н. е. його син виступив проти народних трибунів, за що був притягнутий до суду й зрештою вимушений був тікати до Етрурії. За провину сина відповів Луцій Квінкцій, який сплатив величезний штраф. Це підірвало майновий стан родини Луція Квінкція Цинцинната.
У 460 році до н. е. його було призначено консулом-суфектом замість Публія Валерія Публіколи. На цій посаді Цинциннат продовжував боротьбу проти плебеїв. Зокрема виступав проти прийняття законопроєкту народного трибуна Гая Теренція Арси, який пропонував опублікувати усі римські закони, а також зрівняти у правах плебеїв та патриціїв. По закінченню своєї каденції Квінкцій залишив Рим й перебрався до свого невеличкого маєтку, де вів напівселянське життя.
У 457 році до н. е. вдруге став консулом-суфектом разом з Марком Фабієм Вібуланом. У 458 році до н. е. розпочалася війна проти еквів та сабінян. Консул Луцій Мінуцій Есквілін Авгурін з армією потрапив в оточення в Албанських горах. Сенат доручив іншому консулу Гаю Горацію Пулвілл призначити диктатора. Ним став Луцій Квінкцій Цинциннат. Цинциннат призначив у свою чергу своїм заступником — начальником кінноти Луція Тарквіція Флакка. Через 6 днів римляни на чолі із Луцієм Квінкцієм вщент розбили еквів у битві в Алгідських горах. Очільник еквів — Гракх Клелій — та його вояки пройшли під ярмом, після чого було укладено мирну угоду. По завершенню війни Цинциннат склав з себе повноваження диктатора й повернувся до себе.
У подальші роки Луцій Квінкцій вів життя приватної особи. Тільки у 439 році до н. е. його знову призначають диктатором для придушення змови Спурія Мелія. Після загибелі останнього, Цинциннат знову склав з себе повноваження диктатора. Після цього вже не брав участі у державних справах. Помер 430 року до н. е.

## Родина
Дружина — Рацилія.
Діти:
- Цезон Квінкцій.
- Тит Квінкцій Пен Цинциннат
- Луцій Квінкцій Цинциннат, військовий трибун з консульською владою (консулярний трибун) 438, 425, 420 років до н. е.

## Легенди

### Син
У традиційних описах цієї історії син Цинцинната Цезон був відкрито лютим противником спроб плебеїв прийняти Терентілійський закон, який прагнув кодифікувати римську правову традицію і обмежити повноваження патриціанських консулів. Цезо буде вести банди, щоб вигнати трибуни плебсу з форуму, порушуючи процедури, необхідні для його затвердження. У 461 р до н.е. він був звинувачений в страті, але звільнений під заставу. Плебей на ім'я Маркус Вольсцій свідчив, що його брат, хоча і слабкий від хвороб, був збитий з ніг Цезоном з такою силою, що згодом він помер. Замість того, щоб постати перед обвинувачами в суді, Цезон втік до Етрусків. Потім він був заочно засуджений до смертної кари, а його батько піддався величезному штрафу, що змусило його продати більшу частину своїх володінь і піти з суспільного життя, щоб особисто працювати на невеликій фермі (деякі джерела говорять, що Цезон був убитий Попліколою в відновленні Капітолія від Гердон). Сучасні історики особливо відкидають цей штраф як пізніший винахід, щоб пояснити передбачувану бідність диктатора і підвищити його чесноти. Деякі відкидають історію повністю.

### Перша диктатура
У 458 р до н.е. еки на сході Риму порушили договір попереднього року і спробували повернути Тускул (Фраскаті). Консули на цей рік - Л. Мінуцій Ескілінус Авгурін і Г. Наутіус Рутілус - виділили дві армії, одну для допомоги Тускулуму, а іншу для удару по землям еків і поїх Сабинським союзникам. Досягнувши гори Альгідус на Албанських пагорбах, армія під командуванням Л. Мінуція Ескіліна Авгуріна розташувалася табором і відпочила замість негайної атаки. Еки швидко розгорнули воєнні дії навколо своєї позиції і успішно взяли їх в облогу, врятувалися тільки п'ятї вершників, які розповісти римському Сенату, що сталося. Оскільки армія другого консула не змогла допомогти, сенатори впали в паніку і дозволили призначити диктатора на ім'я Цинциннат на термін шість місяців.
Група сенаторів була відправлена до Цинцинната, щоб повідомити йому про його призначення, і знайшла його, коли він орав свою ферму. Він запитав їх: «Чи все в порядку?» І вони відповіли, що сподіваються, що «все може бути добре як для нього, так і для його країни», попросивши, щоб він надів свою сенаторську тогу, перш ніж почути мандат Сенату. Потім він покликав свою дружину Расілію і велів їй принести його тогу з будинку. Як тільки він був одягнений належним чином, делегація привітала його як диктатора і наказала йому приїхати в місто. Він перетнув Тибр на одному з човнів сенату, і після повернення його вітали три його сина і більшість сенаторів. Кілька ліцензіарів були дані йому для захисту і виконання його замовлень.
На наступний ранок Цинциннат відправився на Форум і назвав Луціуса Тарквітія своїм командиром кінноти. Потім він пішов на збори і наказав кожній людині військового віку з'явитися на Марсовому полі до кінця дня і там сформувалося 12 військових таборів. Потім вони пішли на допомогу армії консула. У битві при горі Альгідусоні римляни використовували свої шипи, щоб швидко осадити обложених еків. Замість того, щоб вбивати їх між двома римськими таборами, Цинциннат прийняв їх прохання про помилування і оголосив амністію за умови, що три головних злочинця будуть страчені і Гракх Клодій і їх інші лідери будуть доставлені до нього в ланцюгах. Потім було створено «ярмо» з трьох списів, і еки змусили їх пройти під ним як акт підкорення, поклоніння і визнання своєї поразки. Потім Цинциннат розпустив свою армію і повернувся на свою ферму, залишивши свій контроль всього через п'ятнадцять днів після того, як він був наданий йому...

### Інші легенди
Цинциннат став легендою для римлян. Двічі отримуючи вищу владу, він використовував її ні на один день довше, ніж це було необхідно. Він незмінно демонстрував велику чесність і порядність. Одна легенда стверджує, що він захистив Капітолій від одного зі своїх синів від що звинувачувався у військовій некомпетентності, запитавши присяжних, які підуть, щоб повідомити літньому Цинциннату новину в разі засудження. Кажуть, що сина виправдали, тому що присяжні не змогли змусити себе розбити серце старому батьку.

## Спадщина
У багатьох італійських містах є площі, вулиці або інші місця, названі на честь Цинцинната (Italian: Cincinnato). Район Цинциннаті в Анціо, Італія, і Цінциннатус, штат Нью-Йорк, в Сполучених Штатах названі на його честь.
Товариство Цинциннаті було створене Генрі Ноксом в 1783 році, щоб допомогти співробітникам Континентальної армії і військово-морському флоту та членам їхніх сімей зберегти ідеали американської революції, і підтримувати союз з колишніми колоніями. Французьке товариство Цинциннаті було засновано невдовзі після цього королем Людовіком XVI. 
Місто Цинциннаті, штат Огайо, в Сполучених Штатах, отримало назву на його честь.
Легенда про самовіддане служіння Цинцинната своїй країні продовжує викликати захоплення, в тому числі Нікколо Макіавеллі. Він також був покликаний в честь інших політичних лідерів, зокрема Джорджа Вашингтона. Відмова Вашингтона від контролю над Континентальною армією, відмова розглянути можливість створення монархії або прийняття монархічних повноважень, а також добровільний відхід у відставку після двох термінів на посаді президента для повернення на свою ферму в Маунт-Верноні зробили натяки на Цинцинната, загальні в історичних і літературних звернення епохи.

## В мистецтві
Зображення Цинцинната зустрічається в мистецтві Нового часу як ілюстрація скромності. Зокрема, на картині Тьєполо в Ермітажі він зображений одягненим по-селянськи, з плугом і вилами. В його маєток  прибувають римські воїни, вручають йому регалії влади - меч і жезл.
Ім'я Цинциннат носить головний герой роману Володимира Набокова «Запрошення на страту».

## Дивись також
Орден Цинцінната (США) — символізував доблесть, скромність і вірність громадському обов'язку. За задумом засновників, орден не був знаком відмінності, а способом організації найбільш гідних представників американського суспільства, прийняття в члени якої представляло особливо високу честь.